# بول إيفيل
بول إيفيل (بالإنجليزية: Paul Ifill) (20 أكتوبر 1979 ببرايتون في المملكة المتحدة - ) هو لاعب كرة قدم باربادوسي في مركز الوسط. شارك مع منتخب باربادوس لكرة القدم. أما مع النوادي، فقد لعب مع تيم ويلينغتون وشيفيلد يونايتد وكريستال بالاس ونادي ميلوول ونادي ويلينغتون فينيكس وHawke's Bay United FC ‏ وSaltdean United F.C. ‏.

## وصلات خارجية
- بول إيفيل على موقع الاتحاد الدولي (مؤرشف)  (الإنجليزية)
- بول إيفيل على موقع قاعدة بيانات كرة القدم.إي يو (الإنجليزية)
- بول إيفيل على موقع ناشيونال فوتبول تيمز (الإنجليزية)
- بول إيفيل على موقع Soccerbase.com (لاعب) (الإنجليزية)
- بول إيفيل على موقع عالم كرة القدم.نت (الإنجليزية)